# Хенке, Яна
Яна Хенке (нем. Jana Henke; род. 1 октября 1973 года, Лёбау, ГДР) — германская пловчиха. Специализируется в плавании вольным стилем на средних дистанциях (400, 800, и 1500 метров).
Она плавала на трёх Олимпийских играх :в Барселоне 1992, в Сиднее 2000 и в Афинах 2004.
Ушла из большого спорта в 2006 году.